# Арининське
Арининське (рос. Арининское) — присілок в Калінінському районі Тверської області Російської Федерації.
Населення становить 102 особи. Входить до складу муніципального утворення Славновське сільське поселення.

## Історія
Від 2005 року входить до складу муніципального утворення Славновське сільське поселення.

## Населення
1. Н/Д[2]